# Natitingou III
Natitingou III är ett arrondissement i kommunen Natitingou i Benin. Den hade 14 559 invånare år 2002.